# Селиванов, Кондратий Иванович
Кондра́тий Ива́нович Селива́нов (по разным данным, 1720, 1730 или 1740, Орловская губерния — 19 февраля 1832, Спасо-Евфимиев монастырь) — русский лжехрист, основатель скопческой секты; был осуждён в 1820 году.

## Религиозная деятельность
Во второй половине XVIII века в Орловской губернии существовал многолюдный хлыстовский «корабль» (община) некой Акулины Ивановны, находившейся уже в преклонных летах. Корабль этот во время радения посетил пришелец, крестьянин Орловской губернии, известный впоследствии под именем Кондратия Селиванова. Сначала он притворился немым, но потом заговорил и руководительницей радения был признан «богом над богами, царём над царями, пророком над пророками». Оставшись жить в обществе хлыстов, Селиванов был признан Акулиной Ивановной за своего «сына божия», рождённого от неё, непорочной девы, по наитию св. духа.
Возмущённый распространением среди хлыстов разврата, Селиванов начал проповедовать оскопление как вернейшее средство избежать плотского греха; но в корабле Акулины Ивановны учение Селиванова не привилось. Отделившись от хлыстов, Селиванов завёл в селе Сосновка (близ Моршанска Тамбовской губернии) свой особый корабль и объявил себя сыном божьим искупителем (оскопителем), который пришёл спасти род человеческий от лепости (сладострастия), сокрушать душепагубного змия (то есть оскоплять), ввести в мир огненное крещение.

### Следствия
В 1772 году началось первое следственное дело о скопцах; Селиванов на первых порах успел скрыться вместе со своим верным последователем А. И. Шиловым.
Через два года он был пойман и в 1775 году, после телесного наказания, сослан в Нерчинск, но дошёл только до Иркутска и там, неизвестно по какой причине, остался жить. Испытанные Селивановым истязания поэтически и в трогательной для простолюдина форме переданы им самим в «Страдах».
Пять лет спустя после ссылки Селиванова скопцы стали подумывать, как бы возвратить его из Сибири. Место пребывания Селиванова было найдено; отыскались и лица, которые согласились отправиться в Сибирь; собраны были необходимые для путешествия средства. Было решено, найдя Селиванова, уговорить его к побегу. Посланные видели Селиванова, но бегство тогда оказалось невозможным.
Около 1795 г. Селиванов смог уйти из Сибири и появился в Москве, где прослыл не только за искупителя, но и за царя Петра Федоровича. До императора Павла Петровича ещё и ранее доходили слухи, что Пётр III, его отец, жив и находится в Сибири; теперь появилась молва, что он в Москве.
В 1797 г. Селиванов оказался в Петербурге и, по рассказам скопцов, был представлен императору Павлу I. На насмешливый вопрос последнего: «Ты мой отец?» Селиванов ответил: «Греху я не отец; прими мое дело (оскопление), и я признаю тебя своим сыном». Хотя официальных свидетельств, подтверждающих сказание скопцов, нет, но, принимая во внимание, с одной стороны, важность преступления Селиванова, то есть его политическое самозванство, а с другой — предшествовавший этому событию факт вызова Павлом I Шилова из Дюнамюнде (крепость в Латвии), можно с вероятностью допустить, что и Селиванов был также представлен государю. Свидание Селиванова с императором окончилось тем, что его велено было препроводить в дом сумасшедших (ныне Обуховская больница).
В 1802 году Селиванов был оттуда освобождён и отправлен на жительство в богадельню при Смольном монастыре, а затем взят был на поруки камергером бывшего польского короля Станислава Понятовского Елянским, принявшим скопчество. Желая «увенчать всероссийского монарха новым лавром», Елянский составил для поднесения государю оригинальный проект полного преобразования государства в скопческом духе, с приложением «Известия, на чём скопчество утверждается». По этому проекту вся Россия должна была обратиться в некий скопческий корабль. Государь, подобно Иисусу Навину, должен управлять государством по гласу небесному, а для этого при нём должен постоянно находиться искупитель Кондратий Селиванов и «аппробовать все тайные советы», так как в «нём полный Дух небесный Отцем и Сыном присутствует». Себе самому Елянский скромно предоставлял второе место по искупителе и власть над войсками. Результатом этого сумасбродного проекта было то, что автор его был отправлен в суздальский монастырь, а с Селиванова взято обещание не производить оскоплений. Обещание это при первом же удобном случае было нарушено.

### Богослужения
Радения совершались постоянно, с большой торжественностью. При входе Селиванова в комнату, где собирались для радений, его называли богом, а он, помахивая белым батистовым платком, говорил: «Покров мой святой над вами!» В дом, в котором производились радения, вход полиции был запрещён по высочайшему повелению.
Значение Селиванова всё возрастало, и не только между скопцами, но даже среди православного общества Петербурга, привлекая к нему множество суеверных посетителей, особенно посетительниц из купчих и знатных барынь, желавших принять от «старца» благословение, выслушать назидание или какое-либо предсказание. В 1805 году Селиванова посетил даже сам государь. Так продолжалось до 1820 г.

### Ссылка в монастырь
В 1819 году санкт-петербургский генерал-губернатор граф Милорадович узнал, что в собрания скопцов были увлечены двое его племянников, и что в корабле Селиванова оскоплено несколько нижних чинов из гвардейских полков и матросов, особенно из ластовых экипажей, и просил князя Голицына довести о таком важном обстоятельстве до сведения государя. Но правительство опять прибегло сначала к старой мере увещаний, которые тянулись до июня следующего 1820 г.; наконец, решено было взять Селиванова под арест и секретно сослать в суздальский Евфимиев монастырь, где он и оставался до самой смерти (в 1832 г.). Ходатайства скопцов об освобождении Селиванова были безуспешны. В монастыре Селиванова содержали довольно свободно. Скопцы ходили туда к нему на поклонение; он раздавал приходившим свои волосы и остатки хлеба от стола, которые и хранились теми, как священные предметы.

## Труды
Селиванов написал: «Послание», «Страды» и девять писем к священнику Сергееву.
«Послание» и письма — не что иное, как увещания его последователей жить согласно скопческим правилам. «Послание» в первый раз было издано Надеждиным в приложении к его «Исследованию о скопческой ереси» (1845), в «Сборник правительственных сведений о раскольниках» В. Кельсиева оно также вошло (III вып.).
В 1864 г. «Послание» издано было Толстым в «Чтениях общей истории и древностей Российских» (1864), вместе со «Страдами». Письма Селиванова, в количестве двух, изданы были первоначально Надеждиным, потом вошли в «Сборник» Кельсиева и, наконец, напечатаны Мельниковым («Чтения общей истории и древностей Российских», 1872).
«Страды» — это повествование о приключениях, какие испытал в своей жизни основатель скопческой секты до возвращения из Сибири. Отдельное издание «Страд» помещено в приложении к тому же «Исследованию» Надеждина, которое вошло и в «Сборник» Кельсиева. Мельников издал первую редакцию «Страд», которая отличается как по полноте, так и по оглавлению. Последнее читается так: «Страданий света, истинного государя батюшки, странствований и трудов дражайшего нашего искупителя и вселенского учителя оглашение» («Чтения общей истории и древностей Российских», 1872).